# Christian Borle
Christian Dominique Borle (Pittsburgh, 1º ottobre 1973) è un attore e cantante statunitense, principalmente noto per i ruoli in musical Broadway.

## Biografia
Dopo aver studiato all'Università di Pittsburgh, Christian Borle ha debuttato a Broadway nel 1998 come sostituto nel musical Footloose. Due anni dopo è la volta di Jesus Christ Superstar e nel 2003 sostituisce Gavin Creel nel musical di Jeanine Tesori Thoroughlt Modern Millie. 
Nel 2005 interpreta il principe Herbert, lo storico, il menestrello e la guardia francese nel musical Spamalot e per la sua interpretazione viene candidato al Drama Desk Award al miglior attore non protagonista in un musical. Nel 2007 viene candidato al Tony Award al miglior attore non protagonista in un musical per Legally Blonde, in cui interpreta Emmett, e nel 2009 lavora nel musical Mary Poppins prima di interpretare Prior in Angels in America - Fantasia gay su temi nazionali.
Nel 2011 si unisce al cast della serie televisiva Smash, in cui interpreta il produttore Tom, e recita a Broadway nella commedia Peter and the Starcatcher, per cui vince il Tony Award al miglior attore non protagonista in uno spettacolo ed il Drama Desk Award al miglior attore non protagonista in una commedia. Nel 2015 vince il Tony Award al miglior attore non protagonista in un musical per la sua interpretazione nel ruolo di Shakespeare nel musical Something Rotten!. Nel 2016 entra a far parte del cast del revival del musical Falsettos nel ruolo di Marvin. Nel 2017 interpreta Willy Wonka nel musical Charlie and the Chocolate Factory, mentre nel 2019 torna nell'Off Broadway in un revival de La piccola bottega degli orrori, per cui ha vinto il Drama Desk Award al miglior attore non protagonista in un musical.

## Vita privata
Nel 2006 si è sposato con Sutton Foster, sua collega in Thoroughly Modern Millie; la loro relazione si è conclusa nel 2010.

## Filmografia parziale

### Attore

#### Cinema
- Stonewall, regia di Nigel Finch (1995)
- Il cacciatore di ex (The Bounty Hunter), regia di Andy Tennant (2010)
- Blackhat, regia di Michael Mann (2015)

#### Televisione
- Smash (Smash) – serie TV, 32 episodi (2012-2013)
- The Good Wife – serie TV, 4 episodi (2013-2014)
- Una mamma per amica - Di nuovo insieme – serie TV, 1 episodio (2016)
- Younger – serie TV, 2 episodi (2018)
- The Good Fight – serie TV, 3 episodi (2018-2021)
- Elementary – serie TV, 1 episodio (2018)
- Prodigal Son – serie TV, 6 episodi (2021)
- Evil – serie TV, episodio 4x13 (2024)

### Doppiatore
- Vampirina - serie TV, 1 episodio (2018)
- Rapunzel: La serie - serie TV, 1 episodio (2018)
- Hazbin Hotel - serie TV, 2 episodi (2024)

## Teatro
- The Who's Tommy - Das Musical, Offenbach (1995)
- West Side Story, US Tour (1997-1999)
- Footloose, Richard Rodgers Theatre di Broadway (1999)
- Jesus Christ Superstar, Ford Center for the Performing Arts di Broadway (2000)
- The Baby and Johnny Project, New York Theatre Workshop (2001)
- Just So, North Shore Music Theatre (2001)
- The 3 Musketeers, One Musical For All, American Musical Theatre of San Jose (2001)
- Amour, Music Box Theatre di Broadway (2002)
- Thoroughly Modern Millie, Marquis Theatre di Broadway (2002)
- Prodigal, York Theatre di New York (2002)
- Elegies: A Song Cycle, Mitzi E. Newhouse Theater di New York (2003)
- Snoopy! The Musical, New York City Center di New York (2004)
- Time After Time, New York City Center di New York (2004)
- The Flamingo Kid, New York (2005)
- Spamalot, Shubert Theatre di Broadway (2005)
- Legally Blonde, Palace Theatre di Broadway (2007)
- On the Town, New York City Center di New York (2008)
- Peter and the Starcatcher, La Jolla Playhouse (2009)
- Mary Poppins, New Amsterdam Theatre di New York (2009)
- Angels in America, Signature Theatre Company di New York (2010)

- Peter and the Starcatcher, Brooks Atkinson Theatre di Broadway (2012)

- Sweeney Todd: The Demon Barber of Fleet Street, Lincoln Center di New York (2014)
- Little Me, New York City Center di New York (2015)
- Something Rotten!, St. James Theatre di Broadway (2016)
- A New Brain, New York City Center di New York (2016)

- Falsettos, Walter Kerr Theatre di Broadway (2017)

- Charlie and the Chocolate Factory, Lunt-Fontanne Theatre di Broadway (2017)
- Me and My Girl, New York City Center di New York (2018)
- The Who's Tommy, Kennedy Center di Washington (2019)
- La piccola bottega degli orrori, Westisde Theatre di New York (2019)
- Some Like It Hot, Shubert Theatre di Broadway (2022)

## Riconoscimenti
- Tony Award
  - 2007 – Candidatura per il miglior attore non protagonista in un musical per Legally Blonde
  - 2012 – Miglior attore non protagonista in un'opera teatrale per Peter and the Starcatcher
  - 2015 – Miglior attore non protagonista in un musical per Something Rotten!
  - 2017 – Candidatura per il miglior attore protagonista in un musical per Falsettos
  - 2023 – Candidatura per il miglior attore protagonista in un musical per Some Like It Hot
- Drama Desk Award
  - 2005 – Candidatura per il miglior attore non protagonista in un musical per Monty Python's Spamalot
  - 2007 – Candidatura per il miglior attore non protagonista in un musical per Legally Blonde
  - 2012 – Candidatura per il miglior attore non protagonista in un'opera teatrale per Peter and the Starcatcher
  - 2015 – Miglior attore non protagonista in un musical per Something Rotten!
  - 2020 – Miglior attore non protagonista in un musical per La piccola bottega degli orrori
- Drama League Award
  - 2007 – Candidatura per la miglior performance per Legally Blonde
  - 2011 – Candidatura per la miglior performance per Angels in America
  - 2012 – Candidatura per la miglior performance per Peter and the Starcatcher
  - 2015 – Candidatura per la miglior performance per Something Rotten!
  - 2017 – Candidatura per la miglior performance per Falsettos
  - 2017 – Candidatura per la miglior performance per Charlie and the Chocolate Factory
  - 2020 – Candidatura per la miglior performance per La piccola bottega degli orrori
- Grammy Award
  - 2016 – Candidatura per il miglior album di un musical teatrale per Something Rotten!
  - 2024 – Miglior album di un musical teatrale per Some Like it Hot
- Outer Critics Circle Award
  - 2015 – Candidatura per il miglior attore non protagonista in un musical per Something Rotten!
  - 2020 – Miglior attore non protagonista in un musical per La piccola bottega degli orrori

## Doppiatori italiani
Nelle versioni in italiano dei suoi film, Christian Borle è stato doppiato da:
- Giorgio Borghetti in The Good Wife, Elsbeth
- David Chevalier in Il cacciatore di ex
- Gabriele Lopez in Elementary
- Nanni Baldini in Smash
- Gianfranco Miranda in Prodigal Son

Come doppiatore è stato sostituito da:
- Oreste Baldini in Hazbin Hotel